# 牧原大成
牧原 大成（まきはら たいせい、1992年10月15日 - ）は、福岡県浮羽郡田主丸町（現：久留米市）出身のプロ野球選手（内野手、外野手）。右投左打。福岡ソフトバンクホークス所属。

## 経歴

### プロ入り前
福岡県浮羽郡田主丸町（現：久留米市田主丸町）に生まれる。
久留米市立田主丸中学校時代は、久留米ボーイズに所属し主将を務め、3年時にホークスカップでチーム準優勝に導き、優秀選手に選ばれた。
熊本県の私立城北高等学校時代は、1年夏に同校が甲子園に出場したがメンバーから漏れ、1年時の秋からベンチ入りした。2年時の春からは三塁手、秋からは二塁手に定着し、秋季大会では打率.429を残すなど熊本大会準優勝に貢献した。3年時の夏、熊本県予選では先頭打者として活躍するも、準々決勝で東海大学付属第二高等学校の前にノーヒットに抑えられ敗退した。
2010年10月28日、プロ野球ドラフト会議にて福岡ソフトバンクホークスから育成5位指名を受け、入団した。背番号は129。

### ソフトバンク時代

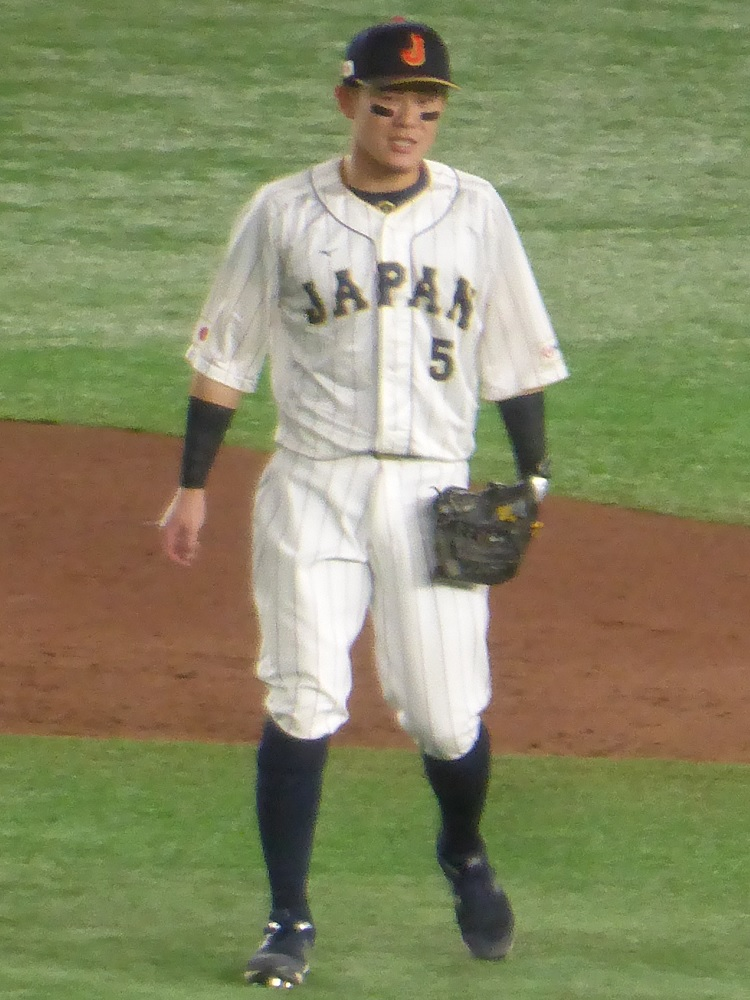
WBC日本代表 (2023年3月16日 東京ドーム)

2011年はウエスタン・リーグで31試合に出場し、打率.271を記録。オフにはオーストラリアン・ベースボールリーグに派遣され、11月4日から12月2日までの14試合に出場した。
2012年は二軍戦49試合の出場で打率.283・6盗塁と結果を残し、6月11日に支配下選手登録をされた。背番号は69に変更され、推定年俸は440万円。6月13日に一軍へ初めて昇格すると、翌14日の対中日ドラゴンズ戦の7回裏にアレックス・カブレラへの代走としてプロ初出場を果たした。6月にウエスタン・リーグで月間打率.347・3盗塁を記録し、6月度のファーム月間MVPを受賞。7月19日に開催されたフレッシュオールスターゲームでは「9番・二塁手」でスタメン出場した。この年は3度の登録抹消を経験し、一軍では5試合全てに代走として出場した。二軍では規定打席に到達し、82試合の出場で打率.277（ウエスタン・リーグ3位）、6三塁打（同1位）、12盗塁という成績を残した。オフには11月24日から12月22日まで台湾で行われた2012年アジアウインターベースボールリーグにNPB選抜として派遣され、20試合の出場で打率.375（56打数21安打）を記録し、また二塁・三塁・遊撃の守備に就いて失策は0だった。契約更改では200万円増となる推定年俸640万円でサインをした。
2013年は7月13日の対オリックス・バファローズ戦に「7番・一塁手」でプロ初の先発出場を果たし、プロ初打席も経験した。この年は一軍で6試合に出場し、二軍では85試合の出場で打率.2957（ウエスタン・リーグ4位）、19盗塁（同1位）、8三塁打（同1位）を記録し、11月26日のNPB AWARDSでウエスタン・リーグ最多盗塁として表彰された。
2014年は7月22日の対千葉ロッテマリーンズ戦に「9番・三塁手」で先発出場し、第1打席で古谷拓哉からプロ初安打を放った。この年は一軍で11試合に出場し、二軍では91試合の出場で打率.374を記録。ウエスタン・リーグの首位打者を獲得し、シーズン120安打で同リーグ単独新記録も樹立した。オフには11月7日から台中市で開催された第1回21U野球ワールドカップの日本代表に選出され、主将にも任命された。同大会には8試合に出場し、打率.455（33打数15安打）・4盗塁と活躍した。第1ラウンドは1番打者での起用だったが、第2ラウンドからは3番打者として起用され、11月13日の対チェコ戦と同15日のチャイニーズタイペイ戦では猛打賞を記録。決勝戦ではチャイニーズタイペイ代表の先発投手である郭俊麟から2安打を記録したもののチームは準優勝となった。11月16日に大会ベストナイン(遊撃手)、最優秀守備選手として表彰された。11月26日のNPB AWARDSではウエスタン・リーグの首位打者に加え、同リーグの優秀選手賞としても表彰された。契約更改では300万円増となる推定年俸1000万円でサインをした。
2015年の春季キャンプから外野守備に挑戦し、起用の幅を広げたこともあり初の開幕一軍入りを勝ち取ると4月5日の対埼玉西武ライオンズ戦に「2番・中堅手」で初めて外野手として先発出場を果たした。同17日の対ロッテ戦ではスクイズを決め、プロ初打点を挙げた。5月8日に登録を抹消されて以降、再登録と抹消を2度経験したもののこの年は主に代走や守備固めで43試合に出場。打率.159と打撃に課題を残したが、オフに300万円増となる推定年俸1300万円で契約を更改した。
2016年は開幕一軍こそ逃したが、川島慶三の負傷離脱により4月6日に一軍昇格。同10日の対オリックス戦、高校時代慣れ親しんだ藤崎台県営野球場で行われたこの試合に「7番・左翼手」でシーズン初の先発出場を果たし、シーズン初安打を放った。4月27日に登録を抹消されて以降、この年も再登録と抹消を2度経験したが、41試合の出場で打率.244を記録し、オフに現状維持の推定年俸1300万円で契約を更改した。また12月14日に翌年からの背番号が前年まで明石健志が使用していた36に変更されることが発表された。
2017年は春季キャンプをA組でスタートし、オープン戦も一軍に帯同したが、開幕は二軍スタートとなった。4月1日に腰痛で離脱した明石健志と入れ替わりでシーズン初昇格を果たすも同28日に川﨑宗則の一軍昇格により登録を抹消。6月3日には内川聖一が首痛で離脱したことを受け再び一軍へ昇格したが、同5日に登録抹消されると6月末に右肩を痛めてリハビリ組へ移行し、実戦復帰することなくシーズンを終えた。この年は10試合の出場に留まった。
2018年は前年の右肩痛が半年以上良くならずリハビリ生活が続き、春季キャンプはB組、開幕は二軍スタートとなった。7月8日にシーズン初昇格を果たし、同日の対オリックス戦に「8番・二塁手」で先発出場。マルチ安打を記録すると、7月16日の対西武戦では大石達也からプロ初本塁打を放ち、その後も先発出場で結果を残し続け、8月10日の対北海道日本ハムファイターズ戦からは「1番・二塁手」に定着した。しかし9月27日の対西武戦、初回一死一・三塁の場面で三塁走者であった牧原は柳田悠岐の投ゴロで三本間に挟まれると相手捕手森友哉と接触、その際に右足首を痛めてしまい負傷交代。検査の結果は「右前距腓靭帯損傷」で翌日に登録を抹消され、早期復帰を目指したが、回復が思わしくなく日本シリーズの出場もならなかった。この年は59試合に出場して打率.317・3本塁打・26打点と飛躍を遂げ、オフに800万円増となる推定年俸2000万円で契約を更改した。
2019年は4年ぶりの開幕一軍入り、さらには「1番・二塁手」で自身初となる開幕スタメンを勝ち取った。しかし打撃が振るわず、4月22日の対オリックス戦で1番を外れ、同28日の対日本ハム戦を腰の違和感で途中交代すると翌日の同カードでこの年初めて先発を外れた。交流戦に入っても打率.214と不振が続き、6月2日に登録を抹消された。今宮健太の故障離脱により二軍では遊撃手としても実戦経験を積み、7月2日に再び一軍へ昇格。主力に故障者が相次いだチームにおいてユーティリティー性が重宝され、自己最多となる114試合に出場し、レギュラーシーズン全体では打率.242・3本塁打・27打点という成績に留まった。シーズン終盤からポストシーズンにかけては攻守で存在感を見せ、CSでは打率.375、西武とのファイナルステージ第3戦では十亀剣から2点本塁打を放ち、2回に2点適時二塁打、3安打に自身プロ初の4打点を記録した。巨人との日本シリーズ第1戦では7回一死二・三塁の場面で田口麗斗から2点打を放った。オフに倍増となる推定年俸4000万円で契約を更改した。
2020年は新型コロナウイルスの影響で120試合制の短縮シーズンとなり、開幕も6月にずれ込んだが「9番・二塁手」で2年連続の開幕スタメン入りを果たした。しかし、開幕から17試合の出場で打率.125と振るわずベンチスタートが続くようになり、7月15日には右肩の張りで登録を抹消された。8月20日に再び出場選手登録されてからは従来の二塁・遊撃・外野に加えて三塁も守り、この年の失策は慣れない三塁での1個のみとユーティリティー性を発揮した一方、出場77試合・180打席と前年から試合数・打席数ともに落とす成績となり、12月14日の契約更改交渉では球団からのダウン提示を保留。同21日の2度目の契約更改交渉では球団側から「打って結果を出さないとそう簡単には上がらない」と打率.241・1本塁打・8打点に終わった打撃面の課題を指摘され、前回と同じ提示額である500万円減の推定年俸3500万円でサインをした。
2021年は同姓の牧原巧汰が入団したため、スコアボード上と報道上の表記が「牧原大」に変更された。3年連続で開幕を一軍で迎えたものの、開幕スタメンは逃した。シーズン序盤は代走や守備固めでの出場が中心であったが、5月1日から交流戦開幕前の5月23日までの期間で打率.441と結果を残し、周東佑京の不振もあり交流戦に入ると先発出場が増加した。しかし「1番・二塁手」で7試合連続の先発出場となった6月3日の対横浜DeNAベイスターズ戦で左大腿部付近の張りを訴え、6回の守備からベンチに退くと翌4日に登録抹消。6月28日に一軍へ復帰し、同日の対西武戦に「2番・指名打者」で先発出場を果たしたが、その後患部の状態が再び悪化。検査の結果、左大腿二頭筋の筋損傷と診断され、7月1日に再び登録を抹消された。8月24日に一軍へ再復帰し、同日の対西武戦に「2番・中堅手」で先発出場を果たすと、この試合から8試合連続安打を記録した。後半戦はセンターのレギュラーとして出場を続け、この年は故障の影響で98試合の出場にとどまるも、二塁を20試合、三塁を15試合、遊撃を30試合、外野を55試合守り、打率.278・4本塁打・21打点・得点圏打率.377を記録し、14盗塁で失敗は1回のみと走攻守でチームに貢献。オフに1000万円増となる推定年俸4500万円で契約を更改した。
2022年、3月27日の北海道日本ハムとの開幕3戦目に先発出場し、4月7日の対オリックス戦でシーズン初の猛打賞を記録する。翌8日の対西武戦ではシーズン初本塁打となる2点本塁打を放った。5月24日のセ・パ交流戦、対DeNA戦では、開幕から21試合連続で無失点を記録を継続していた伊勢大夢から左前適時打を放ちその記録を止めた。5月26日時点で37試合の出場で打率.308、1本塁打、12打点の好調なスタートを切り、7月3日にはその打率を.332まで引き上げた。キャリア12年目で初めてオールスターゲームに選出され、7月27日に行われたオールスターゲーム・第2戦で「6番・二塁手」で先発出場し、マルチ安打を記録する。8月2日の対日本ハム戦では自己最多のシーズン6本塁打を記録するが、同月20日に新型コロナウィルスのスクリーニング検査で陽性の疑いがあり、規定により登録を抹消されて離脱を余儀なくされる。一軍復帰は9月6日の対東北楽天ゴールデンイーグルス戦となるが、9月12日の対西武戦で自己最多のシーズン100安打を達成。レギュラーシーズンを自己キャリアハイの120試合出場、規定打席にあと2打席足りなかったが打率.301、123安打、6本塁打、42打点で終えた。シーズン終了後のファン感謝祭では、2023年シーズンより背番号を前年まで明石健志が使用していた8に変更されることが発表された。オフに3500万円増の推定年俸8000万円で契約を更改した。
2023年はシーズン開幕前の3月1日に辞退した鈴木誠也の代替選手として、2023 ワールド・ベースボール・クラシック（WBC）の日本代表に選出された。代走や外野の守備固めとして、全7試合中6試合に出場した。また、打席に立つ機会は限られていたものの、チェコ戦では途中出場で適時打を記録。ユーティリティ性を生かしてチームを支えた縁の下の力持ちは、決勝戦でも9回からセンターの守備固めで出場。歓喜の瞬間をグラウンドで味わった。シーズンに入り4月27日の楽天戦で左太ももを痛め、左大腿二頭筋損傷と診断され登録抹消される。1か月の離脱を経て5月27日に一軍に合流し、同日のロッテ戦で先発出場すると、シーズン第1号となる本塁打を放ち復帰を飾る。6月6日のDeNA戦では、同点の9回二死の場面で適時打となる二塁打を放ち、自身初のサヨナラ打を決めた。しかし、8月30日のオリックス戦で田嶋大樹が投じたカットボールが右手首付近を直撃して死球を受け、3回の守備から途中交代。検査の結果、右尺骨茎状突起剥離骨折、右尺骨茎状突起部骨挫傷と診断され、再び離脱しリハビリ組に合流することとなった。そのままシーズン中の復帰は叶わず、最終的に91試合に出場し、打率.259、2本塁打、32打点という成績でシーズンを終えた。
2024年、22試合に出場し打率.280の成績を残していたが、4月28日の西武戦前の練習中に右脇腹を痛め出場選手登録を抹消され、30日に右内腹斜筋損傷と診断された。6月22日の二軍戦で実戦復帰すると、7月15日に一軍登録された。8月1日の楽天戦（東京ドーム）で3回に左翼へ通算574安打目となる二塁打を放ち、岡田幸文の573安打を抜き育成出身選手の通算安打記録を更新した。4月下旬に右わき腹を痛めた影響もあり78試合に出場し、最終的には打率.283、2本塁打、13打点の成績でリーグ優勝の貢献した。
2025年、5月18日の楽天戦で西垣雅矢からサヨナラタイムリーを放った。8月17日のロッテ戦で益田直也からサヨナラタイムリーを放った。

## 選手としての特徴
50メートル走のタイムが5秒8と俊足を武器としており、2012年・2013年はウエスタン・リーグの三塁打1位を記録した。2018年シーズンは、一軍で4本の三塁打を記録し、三塁到達タイムは10.66秒と、この年のパ・リーグ唯一の10.6秒台を記録した。
体を小刻みに揺らしながらリズムを取る独特な打撃フォームが特徴。初球から積極的にバットを出す打撃スタイルを信条としており、2018年シーズンでは9月10日時点で初球打ちの打率が.525と、驚異的な数字を残している。
二塁手を中心に内野全ポジションから外野手までこなすユーティリティープレイヤーであり、高い身体能力を生かした鮮やかなプレーを見せる。中学までは捕手としてプレーしていたこともあり、2019年のシーズン終盤にはポストシーズンを見据えて捕手の練習にも取り組んだ。

## 人物
2019年の4月10日の試合前に、ゲームスポンサーであるゼブラ社からフェルトペン「ハイマッキー」がチームへ500本贈呈され、「マッキー」のニックネームにちなんで牧原がセレモニーに登壇する一幕があった。
エース級の投手や勝負どころに強いことから、藤本博史に「ジョーカー」と命名されている。
ドラフト当日は「記者会見でかっこよく写りたい」との思いから眉毛を剃ったが、校則違反だったため監督から強い叱責を受け、うなだれながら記者会見に臨んだ。
高校時代は寮生活であり、カップ麺、スナック菓子、炭酸飲料が禁止されていた。ある日、牧原が部屋で袋麺タイプのチキンラーメンを食べており、目撃した同級生に注意されたが、「袋麺やからイイやん」と反論し、殴り合い寸前の喧嘩となった。その後、部員全員で緊急ミーティングが開かれ、最初は牧原がバッシングを受けたが、次第に「牧原が言うことも一理ある」と五分五分の展開に。翌日、その話が耳に入った監督から部員全員が集められ、「（そもそも）俺は禁止にしとらん」と一言。牧原の行動をきっかけにルール自体が存在しなかったことが分かり、その日から袋麺だけでなく、それまで禁止されていたカップ麺、スナック菓子、炭酸飲料の全てが認められることとなった。
私生活では2015年3月16日に入籍。同年12月15日に女児が誕生したが、2017年に離婚している。2019年9月に再婚。
高校時代の1学年後輩にお笑いコンビのカーネギー・さわとおるがいる。

## 詳細情報

### 年度別打撃成績
| 年 度      | 球 団        | 試 合 | 打 席 | 打 数 | 得 点 | 安 打 | 二 塁 打 | 三 塁 打 | 本 塁 打 | 塁 打 | 打 点 | 盗 塁 | 盗 塁 死 | 犠 打 | 犠 飛 | 四 球 | 敬 遠 | 死 球 | 三 振 | 併 殺 打 | 打 率 | 出 塁 率 | 長 打 率 | O P S |
| ---------- | ------------ | ----- | ----- | ----- | ----- | ----- | -------- | -------- | -------- | ----- | ----- | ----- | -------- | ----- | ----- | ----- | ----- | ----- | ----- | -------- | ----- | -------- | -------- | ----- |
| 2012       | ソフトバンク | 5     | 0     | 0     | 3     | 0     | 0        | 0        | 0        | 0     | 0     | 0     | 0        | 0     | 0     | 0     | 0     | 0     | 0     | 0        | ----  | ----     | ----     | ----  |
| 2013       | ソフトバンク | 6     | 7     | 6     | 2     | 0     | 0        | 0        | 0        | 0     | 0     | 0     | 1        | 1     | 0     | 0     | 0     | 0     | 3     | 0        | .000  | .000     | .000     | .000  |
| 2014       | ソフトバンク | 11    | 15    | 13    | 1     | 1     | 0        | 0        | 0        | 1     | 0     | 0     | 1        | 2     | 0     | 0     | 0     | 0     | 6     | 0        | .077  | .077     | .077     | .154  |
| 2015       | ソフトバンク | 43    | 51    | 44    | 6     | 7     | 1        | 0        | 0        | 8     | 4     | 2     | 0        | 4     | 2     | 0     | 0     | 1     | 4     | 2        | .159  | .170     | .182     | .352  |
| 2016       | ソフトバンク | 41    | 97    | 90    | 15    | 22    | 3        | 0        | 0        | 25    | 6     | 4     | 0        | 5     | 1     | 1     | 0     | 0     | 15    | 0        | .244  | .250     | .278     | .528  |
| 2017       | ソフトバンク | 10    | 3     | 3     | 0     | 1     | 0        | 0        | 0        | 1     | 0     | 0     | 0        | 0     | 0     | 0     | 0     | 0     | 0     | 0        | .333  | .333     | .333     | .667  |
| 2018       | ソフトバンク | 59    | 264   | 249   | 32    | 79    | 12       | 4        | 3        | 108   | 26    | 9     | 3        | 3     | 2     | 8     | 0     | 2     | 33    | 2        | .317  | .341     | .434     | .775  |
| 2019       | ソフトバンク | 114   | 436   | 409   | 37    | 99    | 14       | 2        | 3        | 126   | 27    | 10    | 13       | 12    | 1     | 10    | 0     | 4     | 85    | 2        | .242  | .267     | .308     | .575  |
| 2020       | ソフトバンク | 77    | 180   | 170   | 25    | 41    | 7        | 2        | 1        | 55    | 8     | 6     | 1        | 4     | 2     | 3     | 0     | 1     | 25    | 2        | .241  | .256     | .324     | .579  |
| 2021       | ソフトバンク | 98    | 292   | 273   | 41    | 76    | 7        | 2        | 4        | 99    | 21    | 14    | 1        | 7     | 1     | 9     | 0     | 2     | 42    | 5        | .278  | .305     | .363     | .668  |
| 2022       | ソフトバンク | 120   | 441   | 409   | 45    | 123   | 18       | 4        | 6        | 167   | 42    | 13    | 4        | 9     | 3     | 16    | 0     | 4     | 71    | 5        | .301  | .331     | .408     | .739  |
| 2023       | ソフトバンク | 91    | 387   | 359   | 40    | 93    | 13       | 1        | 2        | 114   | 32    | 3     | 2        | 7     | 5     | 11    | 1     | 5     | 66    | 6        | .259  | .287     | .318     | .604  |
| 2024       | ソフトバンク | 78    | 259   | 240   | 26    | 68    | 7        | 4        | 2        | 89    | 13    | 6     | 4        | 9     | 1     | 8     | 0     | 1     | 41    | 2        | .283  | .308     | .371     | .679  |
| 通算：13年 | 通算：13年   | 753   | 2432  | 2265  | 273   | 610   | 82       | 19       | 21       | 793   | 179   | 67    | 30       | 63    | 18    | 66    | 1     | 20    | 391   | 26       | .269  | .294     | .350     | .644  |

- 2024年度シーズン終了時

### WBCでの打撃成績
| 年 度 | 代 表 | 試 合 | 打 席 | 打 数 | 得 点 | 安 打 | 二 塁 打 | 三 塁 打 | 本 塁 打 | 塁 打 | 打 点 | 盗 塁 | 盗 塁 死 | 犠 打 | 犠 飛 | 四 球 | 敬 遠 | 死 球 | 三 振 | 併 殺 打 | 打 率 | 出 塁 率 | 長 打 率 | O P S |
| ----- | ----- | ----- | ----- | ----- | ----- | ----- | -------- | -------- | -------- | ----- | ----- | ----- | -------- | ----- | ----- | ----- | ----- | ----- | ----- | -------- | ----- | -------- | -------- | ----- |
| 2023  | 日本  | 5     | 2     | 2     | 1     | 1     | 0        | 0        | 0        | 1     | 1     | 0     | 0        | 0     | 0     | 0     | 0     | 0     | 0     | 0        | .500  | .500     | .500     | 1.000 |

### 年度別守備成績
内野守備
| 年 度 | 球 団        | 一塁  | 一塁  | 一塁  | 一塁  | 一塁  | 一塁     | 二塁  | 二塁  | 二塁  | 二塁  | 二塁  | 二塁     | 三塁  | 三塁  | 三塁  | 三塁  | 三塁  | 三塁     | 遊撃  | 遊撃  | 遊撃  | 遊撃  | 遊撃  | 遊撃     |
| 年 度 | 球 団        | 試 合 | 刺 殺 | 補 殺 | 失 策 | 併 殺 | 守 備 率 | 試 合 | 刺 殺 | 補 殺 | 失 策 | 併 殺 | 守 備 率 | 試 合 | 刺 殺 | 補 殺 | 失 策 | 併 殺 | 守 備 率 | 試 合 | 刺 殺 | 補 殺 | 失 策 | 併 殺 | 守 備 率 |
| ----- | ------------ | ----- | ----- | ----- | ----- | ----- | -------- | ----- | ----- | ----- | ----- | ----- | -------- | ----- | ----- | ----- | ----- | ----- | -------- | ----- | ----- | ----- | ----- | ----- | -------- |
| 2013  | ソフトバンク | 1     | 7     | 0     | 0     | 0     | 1.000    | 2     | 5     | 6     | 0     | 3     | 1.000    | -     | -     | -     | -     | -     | -        | -     | -     | -     | -     | -     | -        |
| 2014  | ソフトバンク | -     | -     | -     | -     | -     | -        | 3     | 4     | 1     | 0     | 0     | 1.000    | 4     | 2     | 10    | 2     | 3     | .857     | -     | -     | -     | -     | -     | -        |
| 2016  | ソフトバンク | -     | -     | -     | -     | -     | -        | 22    | 34    | 45    | 3     | 11    | .963     | -     | -     | -     | -     | -     | -        | -     | -     | -     | -     | -     | -        |
| 2017  | ソフトバンク | 6     | 8     | 1     | 0     | 0     | 1.000    | 1     | 0     | 2     | 0     | 0     | 1.000    | -     | -     | -     | -     | -     | -        | -     | -     | -     | -     | -     | -        |
| 2018  | ソフトバンク | -     | -     | -     | -     | -     | -        | 57    | 111   | 177   | 0     | 32    | 1.000    | -     | -     | -     | -     | -     | -        | 3     | 3     | 1     | 0     | 0     | 1.000    |
| 2019  | ソフトバンク | -     | -     | -     | -     | -     | -        | 59    | 100   | 134   | 3     | 23    | .987     | -     | -     | -     | -     | -     | -        | 21    | 25    | 41    | 3     | 9     | .957     |
| 2020  | ソフトバンク | -     | -     | -     | -     | -     | -        | 37    | 32    | 56    | 0     | 16    | 1.000    | 21    | 5     | 9     | 1     | 2     | .933     | 26    | 38    | 59    | 0     | 21    | 1.000    |
| 2021  | ソフトバンク | -     | -     | -     | -     | -     | -        | 20    | 21    | 21    | 0     | 7     | 1.000    | 15    | 1     | 5     | 1     | 0     | .857     | 30    | 38    | 53    | 3     | 11    | .968     |
| 2022  | ソフトバンク | -     | -     | -     | -     | -     | -        | 41    | 68    | 87    | 1     | 18    | .994     | 18    | 10    | 19    | 5     | 1     | .853     | 5     | 5     | 21    | 0     | 5     | 1.000    |
| 2023  | ソフトバンク | -     | -     | -     | -     | -     | -        | 44    | 79    | 115   | 2     | 18    | .990     | 1     | 1     | 0     | 0     | 0     | 1.000    | 1     | 0     | 3     | 0     | 2     | 1.000    |
| 2024  | ソフトバンク | -     | -     | -     | -     | -     | -        | 74    | 130   | 183   | 7     | 43    | .978     | -     | -     | -     | -     | -     | -        | -     | -     | -     | -     | -     | -        |
| 通算  | 通算         | 7     | 15    | 1     | 0     | 0     | 1.000    | 360   | 584   | 827   | 16    | 171   | .989     | 59    | 19    | 43    | 9     | 6     | .873     | 86    | 109   | 178   | 6     | 48    | .980     |

外野守備
| 年 度 | 球 団        | 外野  | 外野  | 外野  | 外野  | 外野  | 外野     |
| 年 度 | 球 団        | 試 合 | 刺 殺 | 補 殺 | 失 策 | 併 殺 | 守 備 率 |
| ----- | ------------ | ----- | ----- | ----- | ----- | ----- | -------- |
| 2015  | ソフトバンク | 36    | 29    | 0     | 2     | 0     | .935     |
| 2016  | ソフトバンク | 12    | 8     | 1     | 0     | 0     | 1.000    |
| 2017  | ソフトバンク | 1     | 2     | 0     | 0     | 0     | 1.000    |
| 2018  | ソフトバンク | 10    | 14    | 0     | 0     | 0     | 1.000    |
| 2019  | ソフトバンク | 65    | 86    | 2     | 0     | 0     | 1.000    |
| 2020  | ソフトバンク | 3     | 6     | 0     | 0     | 0     | 1.000    |
| 2021  | ソフトバンク | 55    | 73    | 2     | 1     | 1     | .987     |
| 2022  | ソフトバンク | 64    | 92    | 1     | 1     | 0     | .989     |
| 2023  | ソフトバンク | 55    | 105   | 3     | 0     | 0     | 1.000    |
| 通算  | 通算         | 301   | 415   | 9     | 4     | 1     | .991     |

- 2024年度シーズン終了時
- 各年度の太字はリーグ最高

### 表彰
国際大会
- WBSC U-21ワールドカップ・ベストナイン：1回（遊撃手：2014年）
- WBSC U-21ワールドカップ・最優秀守備選手：1回（2014年）

### 記録
初記録
- 初出場：2012年6月14日、対中日ドラゴンズ4回戦（福岡Yahoo! JAPANドーム）、7回裏にアレックス・カブレラの代走で出場
- 初先発出場：2013年7月13日、対オリックス・バファローズ10回戦（福岡Yahoo! JAPANドーム）、7番・一塁手で先発出場
- 初打席：同上、2回裏にアレッサンドロ・マエストリから二塁ゴロ
- 初安打：2014年7月22日、対千葉ロッテマリーンズ17回戦（北九州市民球場）、2回裏に古谷拓哉から二塁内野安打[2]
- 初盗塁：2015年4月7日、対東北楽天ゴールデンイーグルス1回戦（楽天Koboスタジアム宮城）、10回表に二盗（投手：ライナー・クルーズ、捕手：嶋基宏）
- 初打点：2015年4月17日、対千葉ロッテマリーンズ4回戦（QVCマリンフィールド）、9回表に益田直也から一塁スクイズバント
- 初本塁打：2018年7月16日、対埼玉西武ライオンズ10回戦（福岡ヤフオク!ドーム）、7回裏に大石達也から右越2ラン[53]

その他の記録
- オールスターゲーム出場：1回（2022年）

### 背番号
- 129（2011年 - 2012年6月10日）
- 69（2012年6月11日 - 2016年）
- 36（2017年 - 2022年）
- 8（2023年 - ）

### 登場曲

#### 現在の登場曲
- 「BE THE ONE」EXILE（2022年 - ）
- 「Twilight Cinema」EXILE THE SECOND（2023年 - ）
- 「Love of History」EXILE（2023年 - ）
- 「Triangle」SMAP（2023年 - ）
- 「幸せになろう」mihimaruGT（2023年 - ）
- 「Darling」V6（2023年 - ）
- 「青と夏」Mrs. GREEN APPLE（2021年 - ）
- 「Magic」Mrs. GREEN APPLE（2023年 - ）

#### 過去の登場曲
- 「ズッコケ男道」関ジャニ∞（2012年）
- 「ガラガラヘビがやってくる」とんねるず（2013年）
- 「In The Spotlight (TOKYO)」安室奈美恵（2014年）
- 「GUTS !」嵐（2015年）
- 「DAN DAN 心魅かれてく」FIELD OF VIEW（2016年）
- 「THE REVOLUTION」EXILE TRIBE（2016年）
- 「24WORLD」EXILE TRIBE（2016年）
- 「覚醒ヒロイズム」アンティック-珈琲店-（2016年）
- 「ライバル!」松本梨香（2016年）
- 「ONLY YOU」安室奈美恵（2017年）
- 「Flap Away」Noa（2017年）
- 「イケナイ太陽」ORANGE RANGE（2018年）
- 「GET UP」矢沢永吉（2018年）
- 「ff」HOUND DOG（2018年）
- 「イチバンボシ」Alice（2018年）
- 「drama」AAA 西島隆弘×宇野実彩子（2018年 - 2020年）
- 「さよならの前に」AAA（2018年 - ）
- 「甲賀忍法帖」陰陽座（2018年 - ）
- 「グランドエスケープ」RADWIMPS（2019年 - 2020年）
- 「GLORIA」EXILE TAKAHIRO（2019年 - ）
- 「ワンダフルデイズ」ONE☆DRAFT（2019年 - 2020年）
- 「LOVE YOU ONLY」TOKIO（2019年 - ）
- 「My Place」ビーグルクルー（2019年 - ）
- 「イチバンボシ」Alice（2019年 - 2020年）
- 「風のららら」倉木麻衣（2019年）
- 「AMAZING WORLD」EXILE
- 「愛のために〜for love, for a child〜」EXILE
- 「僕のこと」Mrs. GREEN APPLE
- 「Victory」EXILE
- 「Grip!」Every Little Thing
- 「Touchin' On My」スリー・オー・スリー
- 「炎」LiSA
- 「インフェルノ」Mrs. GREEN APPLE
- 「もっと強く抱きしめたなら」WANDS
- 「逆夢」King Gnu
- 「The Next Episode」ドクター・ドレー
- 「Heads or Tails」EXILE
- 「Answer:Love Myself」BTS
- 「Mikrokosmos」BTS
- 「RED PHOENIX」EXILE
- 「memories」大槻真希
- 「DOPE」BTS
- 「何度でも」DREAMS COME TRUE
- 「Top Gun Anthem」
- 「新時代」Ado

### 代表歴
- 2014 21U 野球ワールドカップ 日本代表[128]
- 2023 ワールド・ベースボール・クラシック日本代表